# Factory Girl
Factory Girl (Fábrica de sueños en Hispanoamérica) es una película del año 2006, dirigida por George Hickenlooper y protagonizada por Sienna Miller, Guy Pearce y Hayden Christensen. Está basada en la vida de Edie Sedgwick, amiga y musa de Andy Warhol, quién la dirigió en varios filmes de su autoría.

## Argumento
Basado en la vida de Edie Sedgwick, descendiente de la familia dueña de la patente por los ascensores: una hermosa joven deja la escuela en 1965 y se muda a Nueva York con el objetivo de conseguir el papel de Holly Golihtly. Cuando conoce a un excéntrico artista nuevo llamado Andy Warhol, él promete que va a convertirla en la estrella que ella siempre quiso ser. A medida que alcanza el éxito en la ciudad va perdiendo el sentido de la realidad. Considerada la primera Super Star de Andy, protagonizó una decena de películas en los estudios "la fábrica" de Andy Warhol, cuando la amistad comienza a desgastarse entre ambos (a causa de los celos de Andy, por la relación de Edie con un famoso cantante), Andy contrata nuevas musas: Ingrid & Niko.
Edie pelea con su novio, por querer seguir siendo una SuperStar, pero se queda sin empleo y sin dinero, dado que despilfarró su fortuna, intenta recuperar su carrera como modelo, llamando a su representante, pero esta la rechaza por ser ahora considerada vulgar, igual la consuela diciéndole que peor es ser aburrida y corta el teléfono. Luego las adicciones, malas decisiones y errores la llevan a un final completamente esperado: muerte por sobredosis. -:  "Imagínate todas las estrellas que tuvieron un trágico final, une todas sus historias y aun así no llegaríamos a Edie" cita de una periodista mientras se promocionaba la película.

## Reparto
- Sienna Miller como Edie Sedgwick.
- Guy Pearce como Andy Warhol.
- Hayden Christensen como Bob Dylan (acreditado en la película como "The Musician").
- Jimmy Fallon como Chuck Wein.
- Jack Huston como Gerard Malanga.
- Tara Summers como Brigid Polk.
- Mena Suvari como Richie Berlín.
- Shawn Hatosy como Syd Pepperman.
- Beth Grant como Julia Warhola.
- James Naughton como Fuzzy Sedgwick.
- Edward Herrmann como James Townsend.
- Illeana Douglas como Diana Vreeland.
- Mary Elizabeth Winstead como Ingrid Superstar.
- Don Novello como Mort Silvers.
- Johnny Whitworth como Silver George.
- Brian Bell como Lou Reed.
- Patrick Wilson como John Cale.
- Samantha Maloney como Maureen Tucker.
- Meredith Ostrom como Nico.
- Mary-Kate Olsen como Molly Spence.